# Президентские выборы в Габоне (1998)
Президентские выборы в Габоне проходили 6 декабря 1998 года. Президент Габона с 1967 года Омар Бонго вновь выдвинул свою кандидатуру. Кроме него в выборах участвовало ещё пять кандидатов. Бонго победил, набрав 66,88 %.

## Кампания
В конце июля правящая Габонская демократическая партия призвала Бонго вновь баллотироваться на выборах, называя его «козырной картой третьего тысячелетия». Кроме этого в июле оппозиционная партия Национальное движение лесорубов (PDG) разделилась на две фракции: одна осталась под руководством Поля Мба Абессоля, а другая часть основала под лидерством Пьера-Андре Комбила Национальное движение лесорубов-Демократическое после того, как Комбела был исключён из партии.
Пьер Мамбунду из Союза габонского народа был кандидатом от коалиции Высший совет Сопротивления, в который входили также Африканский форум реконструкции, группа Мебиаме, Движение за национальное очищение (MORENA) и Социалистическое движение эмансипации народа. Габонская прогрессивная партия Пьера-Луи Агонджо Окаве поддержала Мамбунду.

## Результаты
Согласно результатам Конституционного суда Бонго победил с 66,88 % голосов. Мамбунду официально был поставлен на 2-е место с 16,54 % голосов. Мамбунду объявил официальные результаты «электоральным переворотом» и призвал народ к т. н. «градуированному ответу», разновидности забастовки, когда народ не выходит из домов в знак протеста («город-призрак»). После выборов он обвинил коммандос, посланных властями, в попытке его убийства 12 декабря 1998 года. Хотя его призыв к забастовке не нашёл отклика в Либревиле, второй по величине город Габона Порт-Жантиль был парализован.
| Кандидат                   | Партия                                         | Голоса  | %    |
| -------------------------- | ---------------------------------------------- | ------- | ---- |
| Омар Бонго                 | Габонская демократическая партия               | 211 955 | 66,9 |
| Пьер Мамбунду              | Союз габонского народа                         | 52 278  | 16,5 |
| Поль Мба Абессоль          | Национальное движение лесорубов                | 47 701  | 13,2 |
| Пьер Луи Агонджо Окаве     | Габонская прогрессивная партия                 | 19 961  | 4,8  |
| Пьер-Андре Комбила         | Национальное движение лсорубов-Демократическое | 4847    | 1,5  |
| Пьер-Клавер Муссаву        | Социал-демократическая партия                  | 3152    | 1,0  |
| Мартен Эдзодзомо Элла      | Независимый                                    | 1548    | 0,5  |
| Алан Энгуанг Нзе           | Национальная конфедерация ассоциаций лесорубов | 892     | 0,3  |
| Жозеф Адриан Мабика Магена | Независимый                                    | 527     | 0.2  |
| Всего                      | Всего                                          | 316 900 | 100  |
| Источник: Nohlen et al.    |                                                |         |      |

## Последствия
Жан-Франсуа Нтутум Эман, который руководил кампанией Бонго, был назначен премьер-министром в январе 1999 года.